# Camp Verde
Camp Verde (Gambúdih en apache occidental) est une ville située dans le comté de Yavapai dans l'État de l'Arizona aux États-Unis. Selon les estimés du Bureau des recensements de 2006, la population y est de 10 610 habitants.

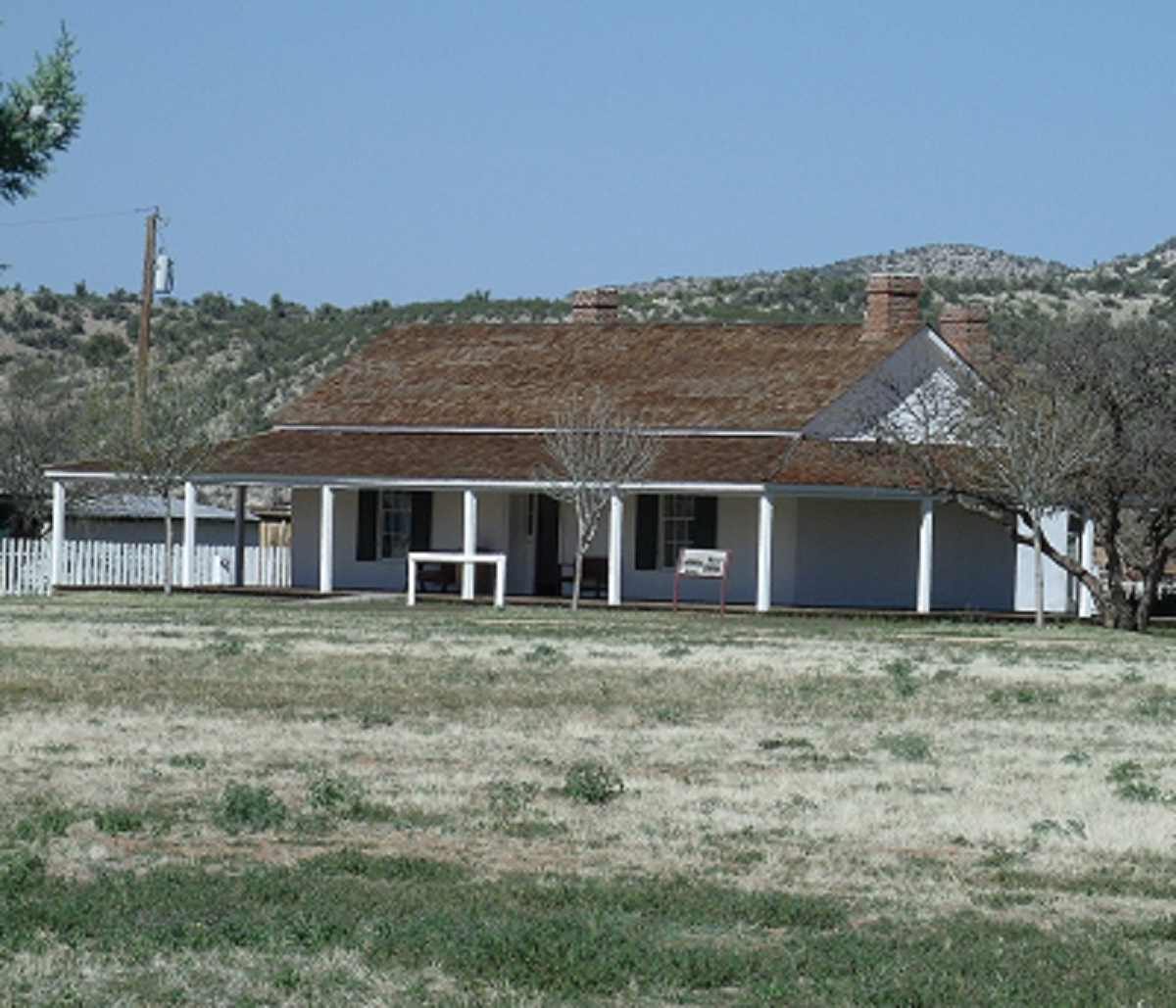
L'historique Doctor's & Surgeons Quarters à Fort Verde a été construit en 1871.

## Démographie
| 1980  | 1990  | 2000  | 2010   | - | - |
| ----- | ----- | ----- | ------ | - | - |
| 3 824 | 6 243 | 9 451 | 10 873 | - | - |

## Annexe